# My Name Is Jack
My Name Is Jack är en poplåt komponerad av producenten och låtskrivaren John Simon. Låten skrevs för den amerikanska motkultursfilmen You Are What You Eat. I juni 1968 gavs den ut som singel av den brittiska musikgruppen Manfred Mann. Låten blev en hit i många länder, men lyckades inte ta sig in på Billboardlistan i USA.
Låtens text handlar om en boende på "Greta Garbo Home for Wayward Boys and Girls", ett smeknamn på the Kirkland Hotel i San Francisco, där delar av den nämnda filmen spelats in.

## Listplaceringar
| Lista (1968)   | Position                              |
| -------------- | ------------------------------------- |
| Australien     | 10                                    |
| Danmark        | 9 (DR "Top 20")                       |
| Finland        | 33                                    |
| Irland         | 13                                    |
| Kanada         | 27 (RPM)                              |
| Nederländerna  | 16                                    |
| Nya Zeeland    | 10                                    |
| Storbritannien | 8                                     |
| Sverige        | - (Testad på Tio i topp, ej inröstad) |
| Västtyskland   | 7                                     |
| Österrike      | 1                                     |